# Vilelas
Les Vilelas sont un peuple autochtone habitant les provinces de Santiago del Estero et Tucumán, en Argentine.

## Caractéristiques
Pour se faire appeler les Vilelas, ils utilisaient le nom uakambalelté ou waqha-umbael-te qui signifie ceux qui parlent waqha. La langue des Vilela, appelée waqha était subdivisée en trois dialectes, chinipi, sinipi (ou shinpi) et ocol qui est le seul survivant aujourd'hui avec quelques locuteurs.
Ils étaient nomades et vivaient de la chasse, de la pêche et de la cueillette de fruits sauvages et de racines. Ils chassaient principalement le pécari (ou chancho de monte), dont ils utilisaient la viande et la peau, et cueillaient la caroube, qu'ils utilisaient comme nourriture et à partir de laquelle ils fabriquaient une boisson fermentée appelée chicha. Ils récoltaient également le miel sauvage ou miel de palo sur les arbres, qui leur servait non seulement de nourriture mais aussi à fabriquer le guarapo, une boisson enivrante. Leurs armes étaient l'arc, la flèche, la lance et la macane.

## Histoire
En raison de l'assimilation culturelle, dans la province du Chaco, les Vilelas ne parlent pratiquement plus leur langue d'origine, mais l'ont remplacée par l'espagnol et, occasionnellement, par la langue qom. À Santiago del Estero, ils parlent le quichua de Santiago del Estero. L'Encuesta Complementaria de Pueblos Indígenas (français : Enquête complémentaire sur les peuples autochtones) (ECPI) de 2004-2005, qui complète le recensement national de la population, des maisons et des logements de 2001 en Argentine, n'a pas recensé le peuple Vilela. Le recensement national de la population de 2010 en Argentine révèle que 519 personnes s'identifiaient comme Vilela dans tout le pays, dont 359 dans la province de Santiago del Estero,.
Des données importantes sur l'histoire des peuples Vilela sont contenues dans l'ouvrage en 5 volumes Historia sagrada del pueblo qom en el país chaqueño (français : Histoire sacrée du peuple Qom dans le pays du Chaco), de l'écrivain argentin Flavio Dalostto. Les volumes 1 et 2 de la collection sont publiés en 2010, les autres volumes étant prévus pour 2011.
Depuis 1995, l'Institut national des affaires indigènes (INAI) a commencé à reconnaître le statut juridique des communautés indigènes d'Argentine, dont six communautés Vilela et six communautés Lule-Vilela à Santiago del Estero, en les inscrivant au Registre national des communautés indigènes (Renaci).